# Oreoglanis siamensis
Oreoglanis siamensis és una espècie de peix de la família dels sisòrids i de l'ordre dels siluriformes.

## Morfologia
- Els mascles poden assolir 14 cm de longitud total.
- Nombre de vèrtebres: 37-40.[1][2]

## Alimentació
Menja crustacis i larves d'insectes.

## Hàbitat
És un peix d'aigua dolça i de clima tropical.

## Distribució geogràfica
Es troba a Àsia: conques dels rius Chao Phraya i Mekong.